# Jordi Cussà i Balaguer
Jordi Cussà i Balaguer   (Berga, 18 de gener de 1961 - Berga, 11 de juliol de 2021) fou un escriptor, traductor i actor català. La manca de convencionalisme, els jocs literaris i l'escàs ressò mediàtic van mantenir les obres de Cussà lluny del gran públic durant anys, malgrat que cada nova novel·la presentava estàndards de qualitat equivalents a l'anterior i el seu estil es va consolidar en tota mena de gèneres.

## Biografia
Jordi Cussà va viure i treballar a Berga després d'haver viscut algunes temporades a Barcelona (1977-1980, 1985-1988), Sant Cugat del Vallès (1982-1983) i Nàpols (1991). Dels vint als trenta anys i encara més, va patir i gaudir el que va anomenar «els anys vermells»: tota una dècada marcada per l'heroïna. Experiència que va compartir amb una part important d'aquella generació anomenada ocasionalment «perduda» i, segons l'autor, «la generació dels pringats», recollida en la seva primera novel·la publicada, Cavalls salvatges. Cussà va començar a escriure la novel·la l'any 1993 i va treballar-hi durant cinc anys. Més d'una vegada s'havia referit al paral·lelisme que hi havia entre la toxicomania i la passió literària: «Totes dues són compulsives i racionals o supraracionals i responen a la necessitat peremptòria de fugir del buit existencial». En paraules del seu editor, Àlex Susanna, «és l'opera prima que més m'ha colpit».
Després de superar aquella etapa, es va concentrar en la creació artística en l'àmbit teatral. Als tretze anys ja havia estat membre de l'agrupació teatral La Farsa, i el 1977 va entrar a l'Institut del Teatre, on va cursar-hi un parell de trimestres. El 1978, juntament amb tres amics, van fundar el grup Anònim Teatre, que va estrenar una dotzena de muntatges escènics, cinc dels quals obres del propi Cussà. Com a dramaturg va fer una quinzena de muntatges escrits i sis d'estrenats: Sòcrates o quasi una tragèdia grega (La Farsa, 1980) i Tres vistes per a un paisatge, Exili a Selene, Barcelona 2012, Íntima tragèdia, Godot vas tard (Anònim Teatre, 1978, 1991, 1996, 2006 i 2008).
Arran d'aquesta implicació amb les arts escèniques, Cussà va començar escriure obres amb la intenció d'estrenar-les i, més endavant, va dedicar-se a la narrativa amb més assiduïtat. Va col·laborar ocasionalment en diversos mitjans de comunicació com ara Regió 7, El Periòdic d'Andorra, Enderrock o Descobrir Catalunya. A més va ser traductor literari de l'anglès al català i va traduir una quarantena de llibres.
El 2015, va publicar Formentera Lady, que estableix una continuïtat amb Cavalls salvatges. Els personatges protagonistes són supervivents d'aquells anys que viuen peripècies relacionades amb la droga, però amb una perspectiva més reflexiva. Segons l'escriptor Matthew Tree, «això es percep amb el to més lent, pausat i contemplatiu». Formentera Lady és més introspectiva que no pas Cavalls salvatges, la novel·la incorpora exemples i reflexions per entendre l'addicció, els comportaments i les conseqüències sense prejudicis ni alliçonaments des de la mirada distanciada de l'eclosió de l'heroïna a la dècada del 1980.
En l'obra pròpia, Cussà va romandre fidel a la riquesa lingüística del català del Berguedà, introduint-hi, emperò, propostes innovadores de creació pròpia o agafades de la vida. D'això, n'és un exemple característic la contracció de paraules per a formar una expressió nova o més dinàmica com «filldeputa», «heroïnaaddicció» o «finsquisapquan», o l'ús de la paraula «didal» per a evitar el barbarisme xupito.
Cussà va morir als 60 anys a casa seva a causa d'una afecció respiratòria en plena efervescència creativa: estava fent el guió d'una novel·la gràfica com a adaptació de la seva novel·la Cavalls salvatges amb el dibuixant i humorista gràfic Kap, havia acabat una nova novel·la, Les muses, i estava immers en un recull de contes inèdits i un llibre de poesia de «dotzets». El 2022, l'Editorial Comanegra va publicar pòstumament Les muses, que tanca la «trilogia de la civilització» iniciada amb La serp i El ciclop. Es tracta d'una novel·la coral sobre «la pulsió artística que travessa els anys que separen Ramon Llull del Pink Floyd (passant per Leonardo da Vinci, William Shakespeare, Camille Claudel i una munió de grans artistes més o menys integrats en el cànon».

## Obra publicada
- 2000: Cavalls salvatges. Novel·la. Columna Edicions. ISBN 84-8300-897-1 (2a edició revisada, publicada a L'Albí, 2016;[12] traducció castellana del mateix Jordi Cussà a Sajalín, 2020)
- 2001: La serp. Novel·la. Columna Edicions. ISBN 84-664-0038-9
- 2003: SensAles. Poesia. Abadia Editors. ISBN 84-933319-5-3
- 2003: L'alfil sacrificat. Novel·la. Columna Edicions. ISBN 84-664-0305-1
- 2004: Apocalipsis de butxaca. Novel·la. Edicions de La Magrana. ISBN 978-84-7871-217-5
- 2005: La novel·la de les ànimes. Novel·la. Edicions de La Magrana. ISBN 978-84-7871-431-5
- 2007: Clara i les ombres. Novel·la. Editorial Empúries. ISBN 978-84-9787-224-9
- 2009: Contes d'onada i de tornada. Relats. L'Albí Editors. ISBN 978-84-89751-48-4
- 2009: El noi de Sarajevo. Novel·la. Edicions Proa (traducció italiana de Valentina Ripa a Atmosphere Libri, 2012)[13]
- 2010: A reveure, Espanya. Novel·la. L'Albí Editors.
- 2012: Contes del bé i del mal. Relats. L'Albí Editors. ISBN 978-84-15269-13-7
- 2013: Fígols 1932. La revolta. Teatre. L'Albí Editors.
- 2015: Formentera lady. Novel·la. LaBreu Edicions. ISBN 978-84-942897-7-4[14]
- 2016: El trobador cuadeferro. Novel·la. L'Albí Editors.
- 2017: El cíclop. Novel·la. L'Albí Editors.
- 2020: El primer emperador i la reina Lluna. Novel·la. Editorial Comanegra. ISBN 978-84-18022-65-4
- 2021: Cavalls salvatges. Còmic. Pagès Editors. ISBN 978-84-1303-295-5
- 2022: Les muses. Novel·la. Editorial Comanegra.
- 2023: A tres de quatre. Dotzets. Poesia. L'Albí. ISBN 978-84-125982-6-1[15]

## Traduccions

### Narrativa
- Algú va volar per damunt del niu del cucut, de Ken Kesey per a Kalandraka.
- L'esposa de Huguenin, de Matthew Phipps Shiel per a Columna Edicions.
- Boira, de Richmal Crompton per a Columna Edicions.
- L'amagatall, de Trezza Azzopardi per a Columna Edicions.
- Dos volums de contes, de Patricia Highsmith per a Columna Edicions.
- Vernon God Little, de DBC Pierre per a Columna Edicions.
- Fantasmes del crepuscle, de Magdalen Nabb per a Columna Edicions.
- El noi lleó, de Zizou Corder per a Columna Edicions.
- Club de lluita, de Chuck Palahniuk per a Editorial Empúries.
- Rant, de Chuck Palahniuk per a Editorial Empúries.
- Creuer d'estiu, de Truman Capote per a Editorial Empúries.
- La cançó dels missioners, de John le Carré per a Editorial Empúries.
- Next, de Michael Crichton per a Editorial Empúries.
- La noia dels seus somnis, de Donna Leon per a Editorial Empúries.
- Com dir adéu: guia domèstica per morir, de Debra Adelaide per a Editorial Empúries.
- El noi del pijama de ratlles, de John Boyne per a Editorial Empúries.
- Motí al Bounty, de John Boyne per a Editorial Empúries.
- La casa del propòsit especial, de John Boyne per a Editorial Empúries.
- Lladre de temps, de John Boyne per a Editorial Empúries.
- The Noticer, d'Andy Andrews per a Editorial Pòrtic.
- Blanc letal, de Robert Galbraith per a Ediciones Salamandra.
- De fora vingueren, de Matthew Tree per a Edicions 62.[16]
- Contes foscos, d'Edgar Allan Poe per a Editorial Comanegra.[17]

### Teatre
- Eh Joe, de Samuel Beckett, juntament amb Anna Camps i Maria Camps.
- Los Reyes, de Julio Cortázar, pel XXIIIè Festival d'Estiu de Teatre de Berga.

### Poesia
A final de la dècada del 1980, la revista literària Esment d'Igualada li va publicar la traducció d'uns quants poemes de William Butler Yeats, tres o quatre sonets de Shakespeare i, excepcionalment, un de Goethe. També va traduir una considerable quantitat de lletres musicals, des del poeta Pete Sinfield de King Crimson fins a Sade o Tracy Chapman, passant per Bob Dylan, The Beatles, Pink Floyd i Leonard Cohen. I l'any 2007, per a l'Editorial Empúries, un recull amb totes les lletres de Lou Reed titulat Travessa el foc.